# فيض الله ميرزا القاجاري
فيض الله ميرزا القاجاري (بالروسية: Фейзулла Мирза Каджар، وبالفارسية: فيض الله ميرزا قاجار، وبالأذرية: Feyzulla Mirzə Qacar) (15 ديسمبر 1872 – 1920) المعروف بِـ«بفضل الله ميرزا» هو أمير قاجاري وقائد عسكري في الإمبراطورية الروسية وجمهورية أذربيجان الديمقراطية. تولى قيادة الفرقة البرية الأولى في الجيش الإمبراطوري الروسي وقيادة حامية كنجه في الجيش الأذري.